# Liste der Monuments historiques in Villars-les-Bois
Die Liste der Monuments historiques in Villars-les-Bois führt die Monuments historiques in der französischen Gemeinde Villars-les-Bois auf.

## Liste der Bauwerke
| Bezeichnung          | Beschreibung              | Standort | Kennzeichnung | Schutzstatus | Datum     | Bild           |
| -------------------- | ------------------------- | -------- | ------------- | ------------ | --------- | -------------- |
| Kirche St-Victurnien | Erbaut im 12. Jahrhundert | (Lage)   | PA00105298    | Classé       | 1912 1950 | weitere Bilder |

## Liste der Objekte
| Bezeichnung          | Beschreibung           | Standort                           | Kennzeichnung | Schutzstatus | Datum | Bild |
| -------------------- | ---------------------- | ---------------------------------- | ------------- | ------------ | ----- | ---- |
| Glocke               | Bronze, 1472 gegossen  | in der Kirche St-Victurnien (Lage) | PM17000556    | Classé       | 1908  |      |
| Altar und Tabernakel | Holz, 18. Jahrhundert  | in der Kirche St-Victurnien (Lage) | PM17001319    | Inscrit      | 1982  |      |
| Weihwasserbecken     | Stein, 12. Jahrhundert | in der Kirche St-Victurnien (Lage) | PM17001320    | Inscrit      | 1982  |      |